# 페이비언 포트

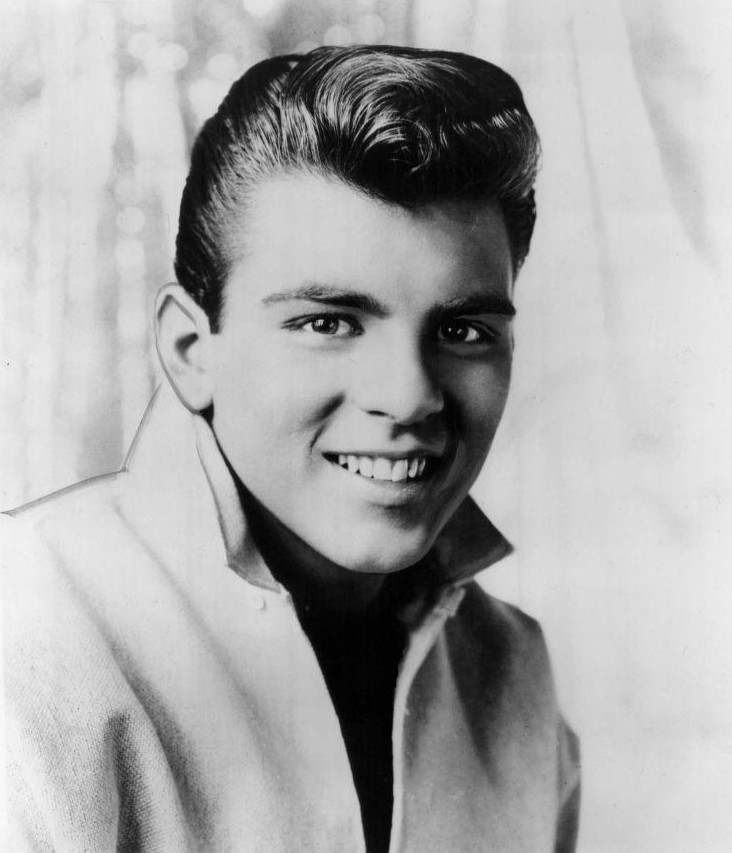

페이비언(Fabian, 1943년 ~ )은 미국의 가수이다. 필라델피아에서 태어났다. 고교시절에 챈셀러 레코드 사 사장에게 발탁되어 로큰롤 가수로 출발하였다. 감미로운 목소리로 청소년의 인기를 모았다. 또한, 영화 《어항 속의 사랑》, 《사상 최대의 작전》 등에도 출연한 적이 있다.